# 한국화훼장식기사협회
한국화훼장식기사협회는 화훼장식과 관련되는 연구, 기술개발 및 전문인력의 육성, 국내의 정보교류, 전시행사, 화훼소비의 저변확대, 화훼산업의 육성발전에 기여함과 회원상호간의 친목도모를 목적으로 2006년 11월 일 설립된 대한민국 농림수산식품부 소관의 사단법인이다. 사무실은 서울특별시 은평구 갈현동 452-2에 있다.

## 주요 사업
- 세미나 개최 (4회)
- 초등학교 꽃꽂이 체험교실(서울, 부산)
- 일반인을 위한 기사 필기시험 대비 특강
- 송년모임 및 특강